# Meidoornstippelmot
De meidoornstippelmot (Yponomeuta padella) is een vlinder uit de familie van de stippelmotten (Yponomeutidae). De wetenschappelijke naam werd, als Phalaena padella, in 1758 door Carl Linnaeus gepubliceerd in de tiende editie van Systema naturae.

## Beschrijving
Er is één generatie per jaar. De mot vliegt van juni tot in oktober. De voorvleugellengte van de vlinder bedraagt zo’n 10 millimeter. De vlinder is uiterst moeilijk, zelfs met microscopisch onderzoek aan de genitaliën, te onderscheiden van de appelstippelmot, de kardinaalsmutsstippelmot en wilgenstippelmot. Hij komt verspreid over Europa voor.
De eipakketjes, die gemiddeld uit 50 eitjes bestaan, zijn bedekt met een geel slijm, dat na uitharding een waterdicht schild vormt. Na drie weken komen de eitjes uit. Enkele rupsjes overwinteren onder het schild. In mei kruipen ze onder het schild vandaan en vreten aan knoppen en jonge bladeren. De jonge rupsen mineren in tegenstelling tot de appelstippelmot niet, maar hebben de neiging om gemeenschappelijke webben te spinnen. Dit spinsel is vrij taai en biedt daardoor enige bescherming tegen vijanden.
De 15–22 mm lange rups heeft een groengrijs lichaam met een zwarte kop en een zwartachtige prothoracale en anale plaat. Aan beide zijden van het lichaam komt op de subdormale lijn zwarte vlekken, twee per segment, voor. De verpopping in 7-8 mm lange, grijze cocons vindt plaats in het spinsel.

### Waardplant
De waardplanten van de meidoornstippelmot zijn meidoorn, krentenboompje, dwergmispel, sleedoorn, kers, kerspruim, abrikoos en pruim.

### Voorkomen in Nederland en België
De meidoornstippelmot is in Nederland en in België een algemene soort, die verspreid over het hele gebied kan worden gezien.

## Afbeeldingen

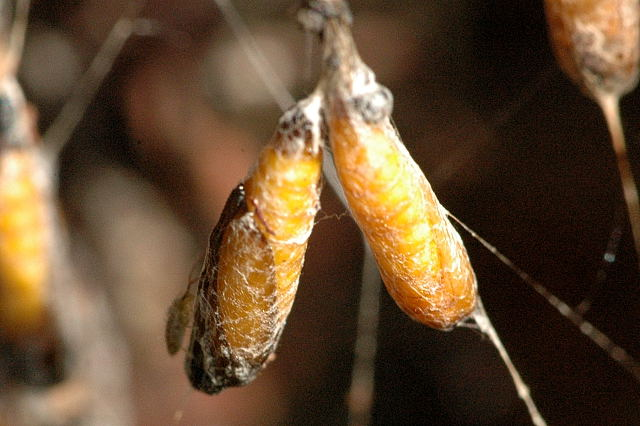
Poppen
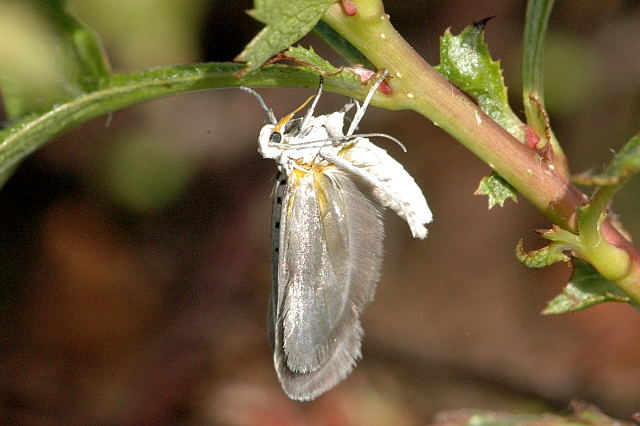
Pas uitgeslopen imago
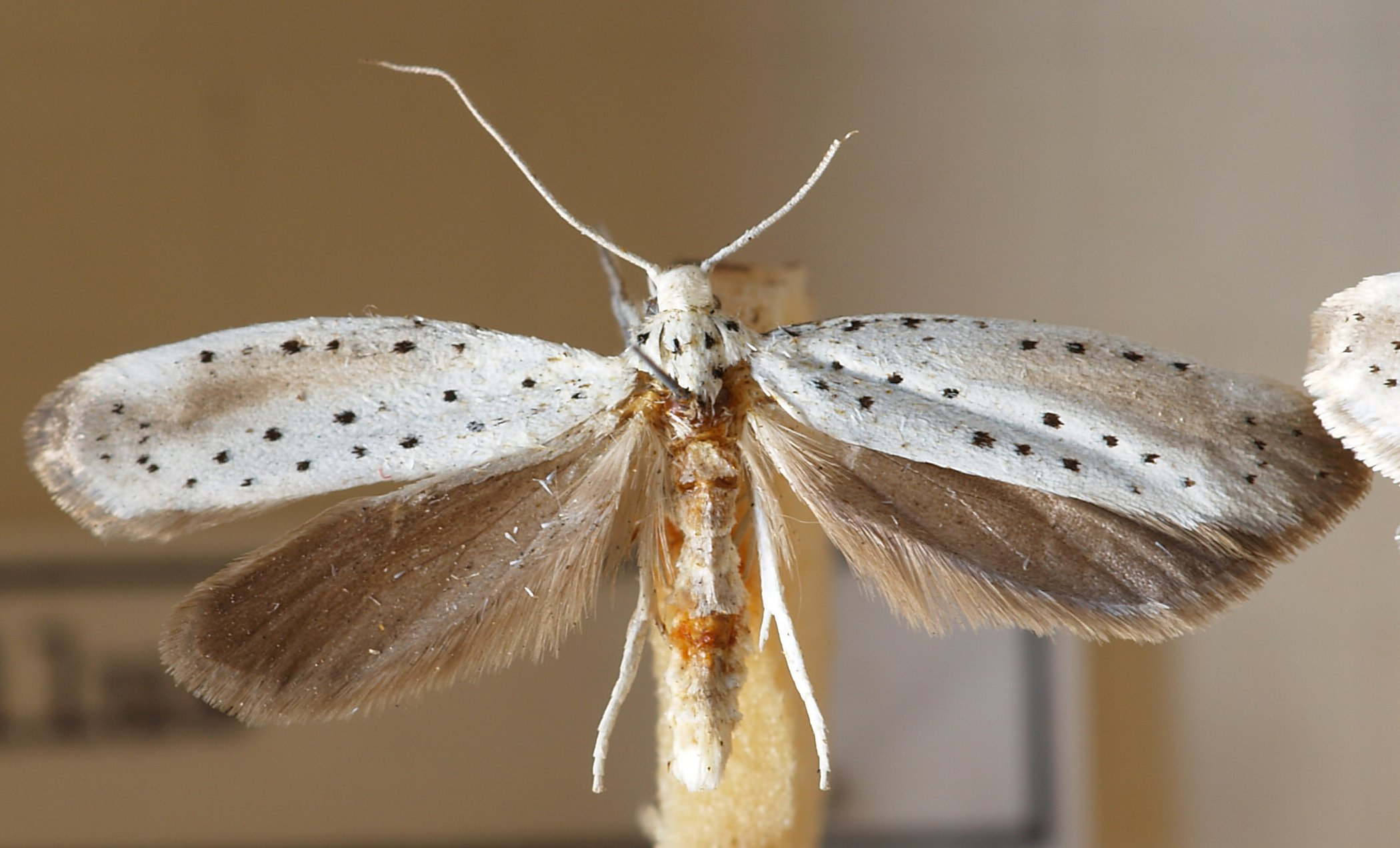
Museumexemplaar
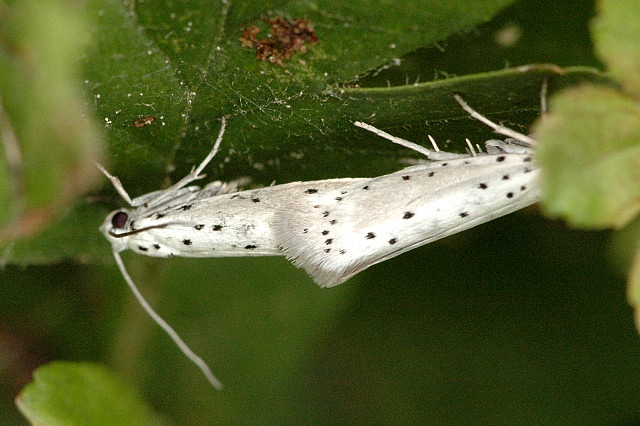
Paring
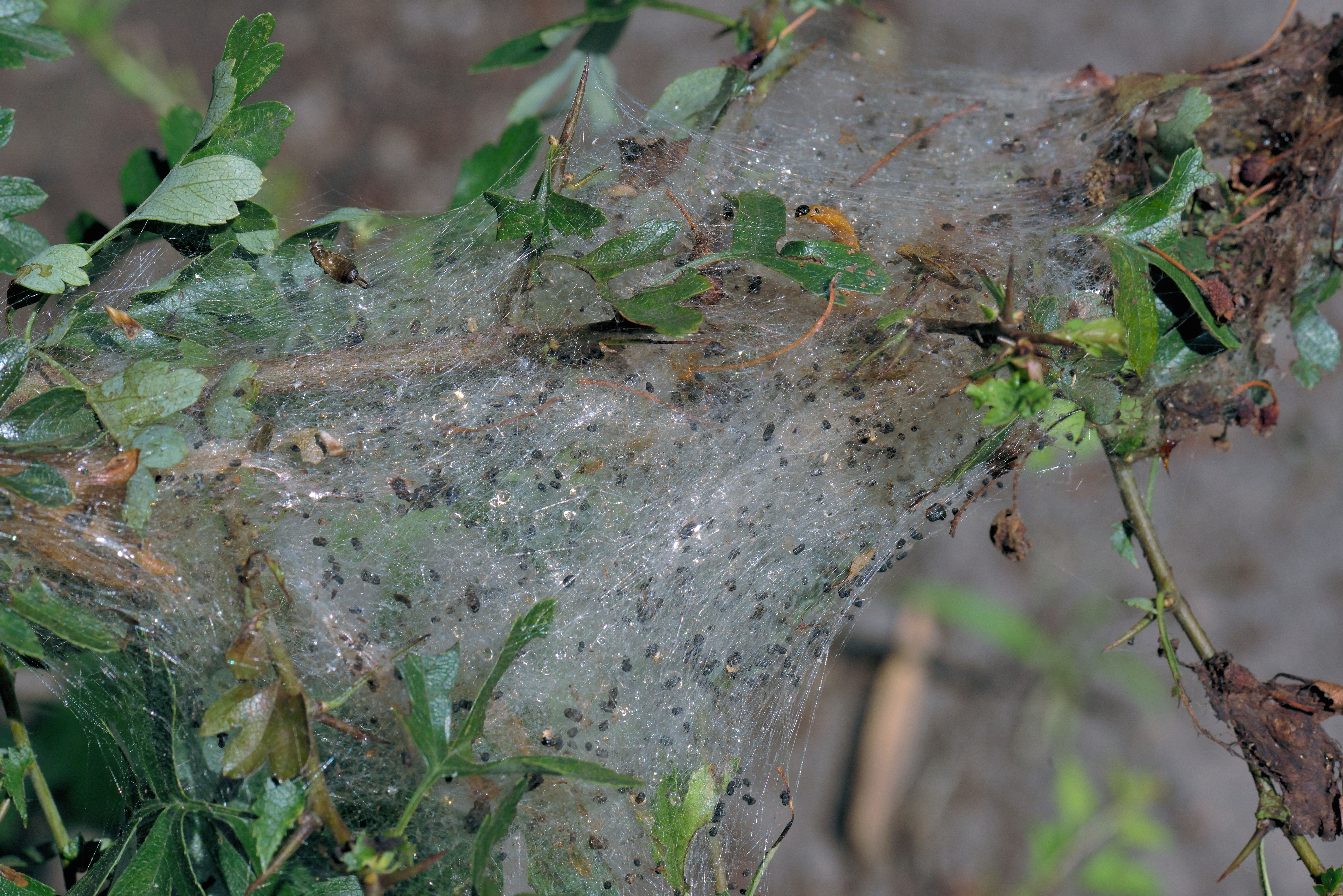
Meidoornstippelmot op eenstijlige meidoorn
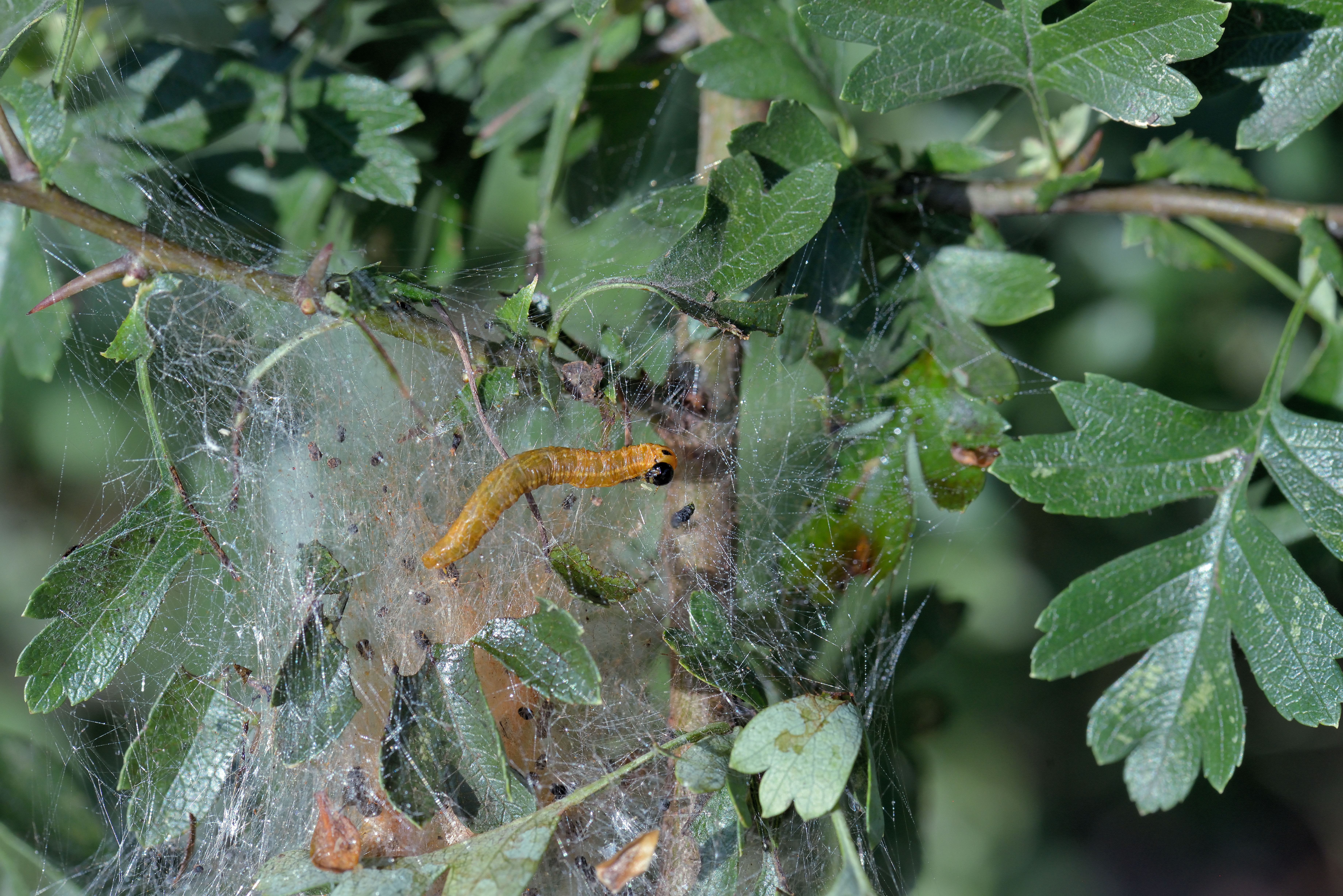
Meidoornstippelmot op eenstijlige meidoorn
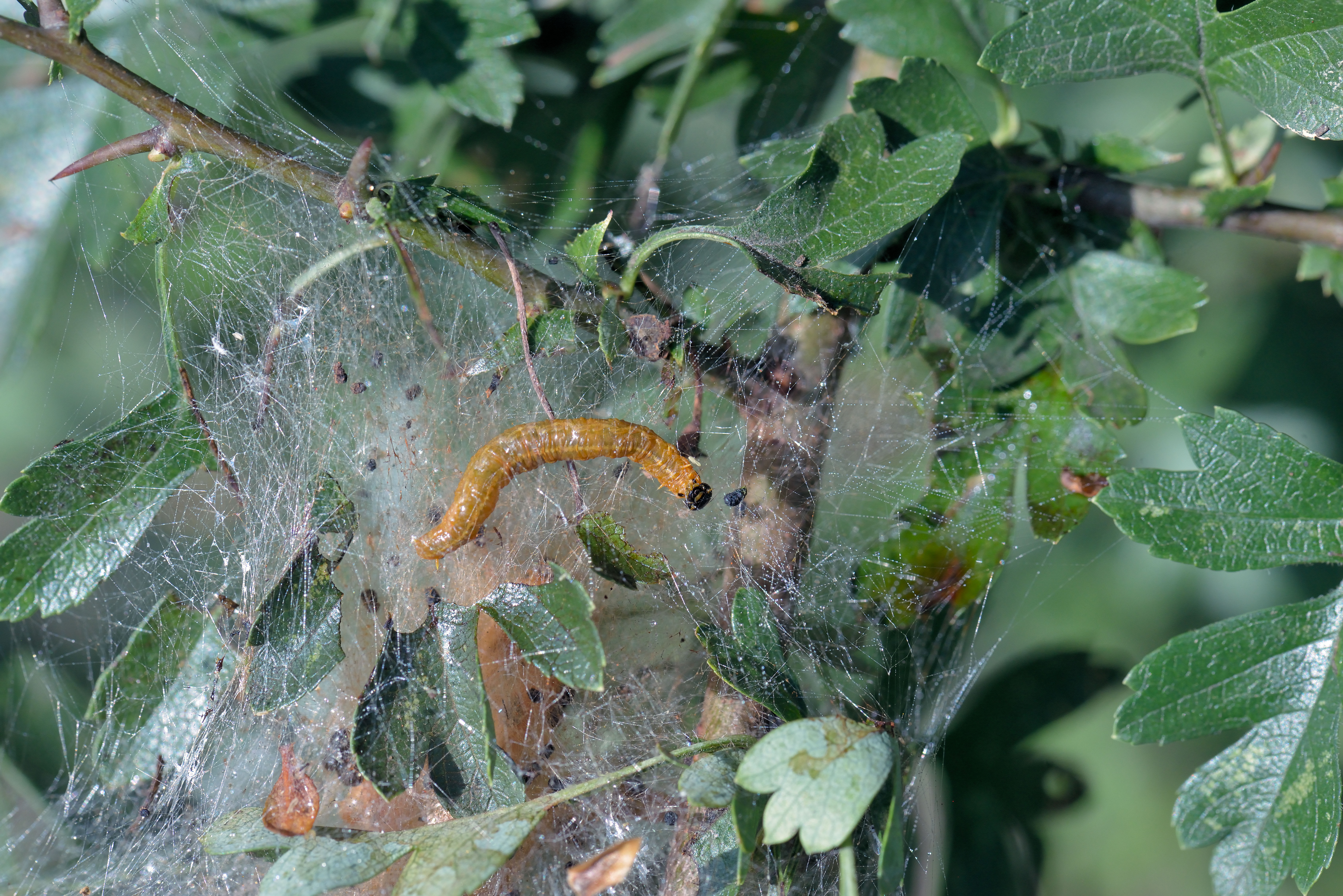
Meidoornstippelmot op eenstijlige meidoorn
- kaalvreten van haag